# Celenus Kliniken
Die Celenus Kliniken GmbH mit Sitz in Offenburg ist ein Tochterunternehmen der Celenus SE und der gleichnamigen privatwirtschaftlichen Klinikgruppe. Es bietet stationäre und ambulante Rehabilitations- und Therapieleistungen mit rund 4.800 Mitarbeitern und rund 70 Standorten an. Behandlungsschwerpunkte sind: Psychosomatik, Orthopädie, Neurologie, Kardiologie, Onkologie sowie Mutter-/Vater-Kind-Kuren.

## Geschichte
Gegründet wurde die Celenus Kliniken GmbH im September 2010. In die vorherige Auctus-Beteiligungsgesellschaft wurden bereits im Mai 2010 acht stationäre Rehabilitationskliniken der Marseille-Kliniken und ein ambulantes Rehabilitationszentrum der Karlsruher Sanatoriums AG durch die von der Auctus AG in München betreuten Fonds übernommen.
Im September 2010 erfolgte mit der Umbenennung des Unternehmens zu Celenus Kliniken die Übernahme drei weiterer Rehabilitationskliniken (Deutsche Klinik für Integrative Medizin und Naturheilverfahren, Fachklinik Bromerhof, Fachklinikum Sachsenhof) von einem internationalen Investorenkonsortium, welche ursprünglich zur insolventen Sanitas-Klinikgruppe gehörten. Finanziert wurden die Käufe aus Fondsmitteln, Bankdarlehen sowie durch Mezzanine-Kapital der französischen Private-Equity-Gesellschaft La Financière Patrimoniale Européenne (LFPE) (gehört zur US-amerikanischen Investmentbank Lazard).
Im Jahr 2011 erweiterte sich die Gruppe um die Fachklinik Freiburg mit Schwerpunkt in der Psychosomatik. Im Jahr 2012 wurden jeweils 100 Prozent der Betreibergesellschaften der Nexus-Klinik in Baden-Baden sowie der Klinik Carolabad in Chemnitz erworben. Beide Kliniken haben ebenfalls einen psychosomatischen Schwerpunkt.
Zum 1. September 2012 wurde von der AHG Allgemeine Hospitalgesellschaft die Klinik für Neurologie Hilchenbach übernommen und damit das Rehabilitationsangebot auf den Bereich der Neurologie ausgeweitet.
Im Jahr 2015 erfolgte die Übernahme der Celenus SE durch emeis (ehemals Orpea-Gruppe) und den Lipany-Konzern.
Im selben Jahr erwarb Celenus Kliniken eine Rehaklinik in Bad Langensalza (Thüringen), 2016 die Parkklinik Bad Bergzabern und 2017 die Mehrheitsbeteiligung an der inoges Holding GmbH mit der Marke salvea und knapp 30 Standorten. Damit konnte die Gruppe ihr Netzwerk im ambulanten Bereich deutlich erweitern. In 2020 wurden alle Anteile der inoges Holding übernommen.
2020 erfolgt die Übernahme der medaktiv GmbH. Dadurch wurde das Geschäftsfeld der ambulanten Rehabilitation und Therapie weiterentwickelt und stetig ausgebaut, so dass Celenus einer der führenden Anbieter in Deutschland wurde.
Im Juli 2021 wurde die Celenus SE alleiniger Träger der Danuvius Klinik GmbH. Bereits seit 2017 bestand eine strategische Partnerschaft mit Minderheitsbeteiligung. Somit erweiterte sich das Celenus-Portfolio um drei Fachkliniken für Psychische Gesundheit in Pfaffenhofen, Neuburg und Ingolstadt, zwei Spezialpflegeheime für Menschen mit Demenzerkrankung in Ingolstadt und Petershausen bei München sowie einen ambulanten Pflegedienst und betreutes Einzelwohnen wie Wohngruppen.

## Geschäftsführung/Vorstand
Vorstände der Celenus SE mit Sitz in Offenburg sind Götz Leschonsky (CEO) und Jean-Christophe Zell (CFO). Sie sind gleichzeitig Geschäftsführer aller Einrichtungen der Celenus salvea-Gruppe.

## Struktur
Zur Celenus salvea Unternehmensgruppe gehören die Marken Celenus Kliniken mit vorwiegend Rehabilitationskliniken in den Bereichen der Somatik und Psychosomatik, salvea mit Spezialisierung auf ambulante Rehabilitations- und Therapieeinrichtungen sowie Danuvius Kliniken, bestehend aus Fachkliniken für psychische Gesundheit, Spezialpflegeheimen, einem ambulanten Pflegedienst und betreutes Einzelwohnen wie Wohngruppen.

## Standorte und Tochtergesellschaften
- Celenus salvea Unternehmenszentrale, Offenburg
- Celenus Service GmbH, Offenburg

Baden-Württemberg
- Celenus Gotthard-Schettler-Klinik, Bad Schönborn
- Celenus Sigmund-Weil-Klinik, Bad Schönborn
- Celenus Klinik Schömberg (Landkreis Calw)
- Celenus Klinik Bad Herrenalb
- Celenus Fachklinik Schweizerwiese
- Celenus Klinik Ortenau, Gengenbach
- Celenus Klinik Kinzigtal, Gengenbach
- Celenus Fachklinik Freiburg, Freiburg im Breisgau
- Celenus Fachklinik Bromerhof, Argenbühl
- Nexus-Klinik, Baden-Baden
- salvea Heidelberg
- salvea Vaihingen an der Enz

Bayern
- Danuvius Haus Ingolstadt
- Danuvius Haus Peterhausen
- Danuvius Klinik Ingolstadt
- Danuvius Klinik Neuburg
- Danuvius Klinik Pfaffenhofen
- salvea Altötting
- salvea Augsburg
- salvea Fürth
- salvea Neuburg an der Donau
- salvea Neumarkt
- salvea Neu-Ulm
- salvea Zirndorf

Hessen
- salvea Hofheim

Rheinland-Pfalz
- Celenus Parkklinik Bad Bergzabern
- salvea Idar-Oberstein
- salvea Mainz

Nordrhein-Westfalen
- Celenus Klinik für Neurologie Hilchenbach
- Celenus Fachklinik Bensberg
- salvea Ahlen
- salvea Duisburg
- salvea Düsseldorf
- salvea Gelsenkirchen
- salvea Kamp-Lintfort
- salvea Kleve
- salvea Krefeld
- salvea Meerbusch
- salvea Münster
- salvea Recklinghausen

Saarland
- salvea Saarbrücken

Sachsen
- Celenus Deutsche Klinik für Integrative Medizin (DEKIMED), Bad Elster
- Klinik Carolabad, Chemnitz

Sachsen-Anhalt
- Celenus Teufelsbad Fachklinik Blankenburg (Harz)

Thüringen
- Celenus ALGOS Fachklinik, Bad Klosterlausnitz
- Celenus Klinik an der Salza, Bad Langensalza